# Jean-Luc Thérier
Jean-Luc Thérier (Hodeng-au-Bosc, 1945. október 7. – Neufchâtel-en-Bray, 2019. július 31.) francia autóversenyző, ötszörös rali-világbajnoki futamgyőztes.

## Pályafutása

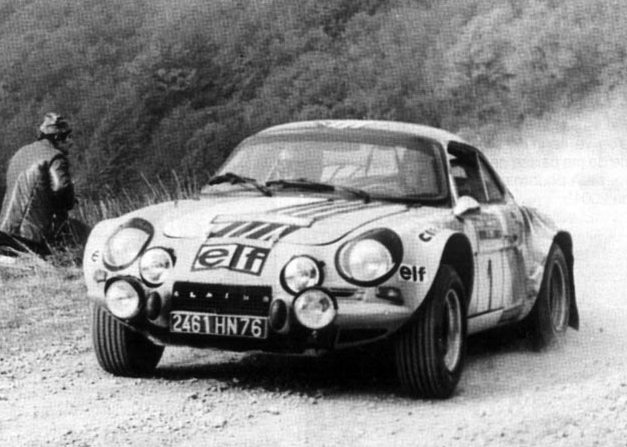
Jean-Luc Thérier az 1973-as San Remo-ralin

1973 és 1984 között vett részt a világbajnokság versenyein. Ez idő alatt negyvenhat futamon állt rajthoz, öt győzelmet szerzett, húsz alkalommal állt dobogón, és hatvanegy szakaszon lett első. Az 1973-as világbajnoki szezonban ő gyűjtötte a legtöbb pontot a versenyzők között, ám mivel ekkor még csak a gyártókat értékelték, Jean-Luc sosem nyert világbajnokságot.

### Rali-világbajnoki győzelem
| #  | Rali                     | Szezon | Navigátor            | Autó               |
| -- | ------------------------ | ------ | -------------------- | ------------------ |
| 1. | Portugál rali            | 1973   | Jacques Jaubert      | Alpine-Renault     |
| 2. | Akropolisz-rali          | 1973   | Christian Delferrier | Alpine-Renault     |
| 3. | San Remo-rali            | 1973   | Jacques Jaubert      | Alpine-Renault     |
| 4. | Press-on-Regardless-rali | 1974   | Christian Delferrier | Renault 17 Gordini |
| 5. | Korzika-rali             | 1980   | Michel Vial          | Porsche 911 SC     |